# 安曇野アートライン

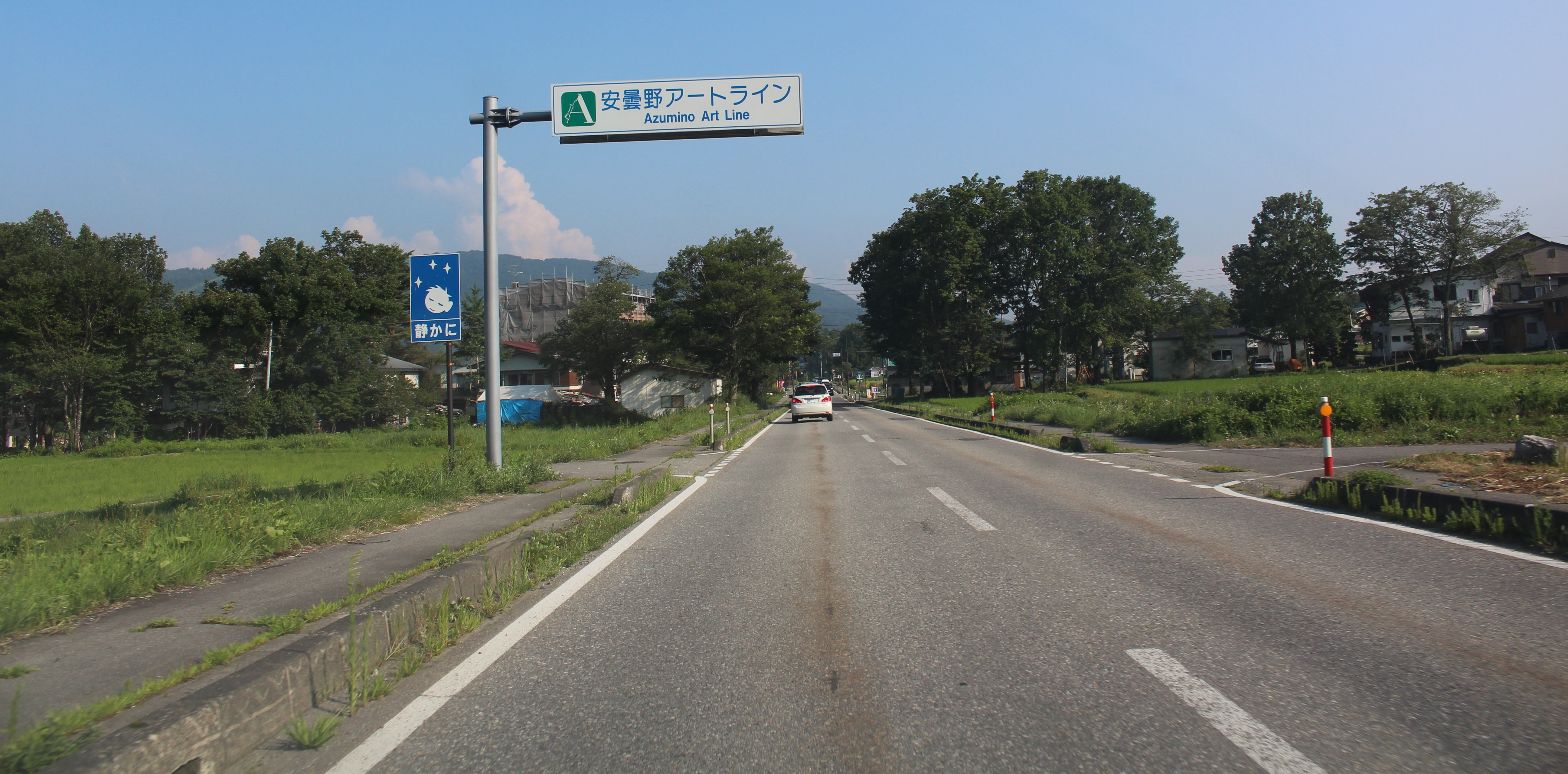
安曇野アートラインの道路標識（長野県白馬村）

安曇野アートライン（あづみのアートライン）は、長野県安曇野市・池田町・松川村・大町市・白馬村にある美術館・博物館群、およびそれらを結ぶ道路。

## 歴史
- 1998年（平成10年） - 安曇野美術館連絡協議会に加盟している15館により「安曇野アートライン推進協議会」が設立[2]。

## 加盟施設
公式ウェブサイトおよび公式パンフレットによる。
安曇野市
1. 安曇野市豊科近代美術館
2. 田淵行男記念館
3. 安曇野髙橋節郎記念美術館
4. 碌山美術館
5. 安曇野ジャンセン美術館
6. TRIAD IIDA-KAN
7. 国営アルプスあづみの公園（堀金・穂高地区）
8. 絵本美術館&コテージ 森のおうち
9. 安曇野ビンサンチ美術館
10. 安曇野山岳美術館
11. 征矢野久 水彩館
北安曇郡池田町
12. 北アルプス展望美術館（池田町立美術館）
北安曇郡松川村
13. 安曇野ちひろ美術館
大町市
14. 国営アルプスあづみの公園（大町・松川地区）
15. 市立大町山岳博物館
16. 西丸震哉記念館（木崎小丸山旧石器遺跡）
北安曇郡白馬村
17. 白馬三枝美術館
18. 菊池哲男山岳フォトアートギャラリー

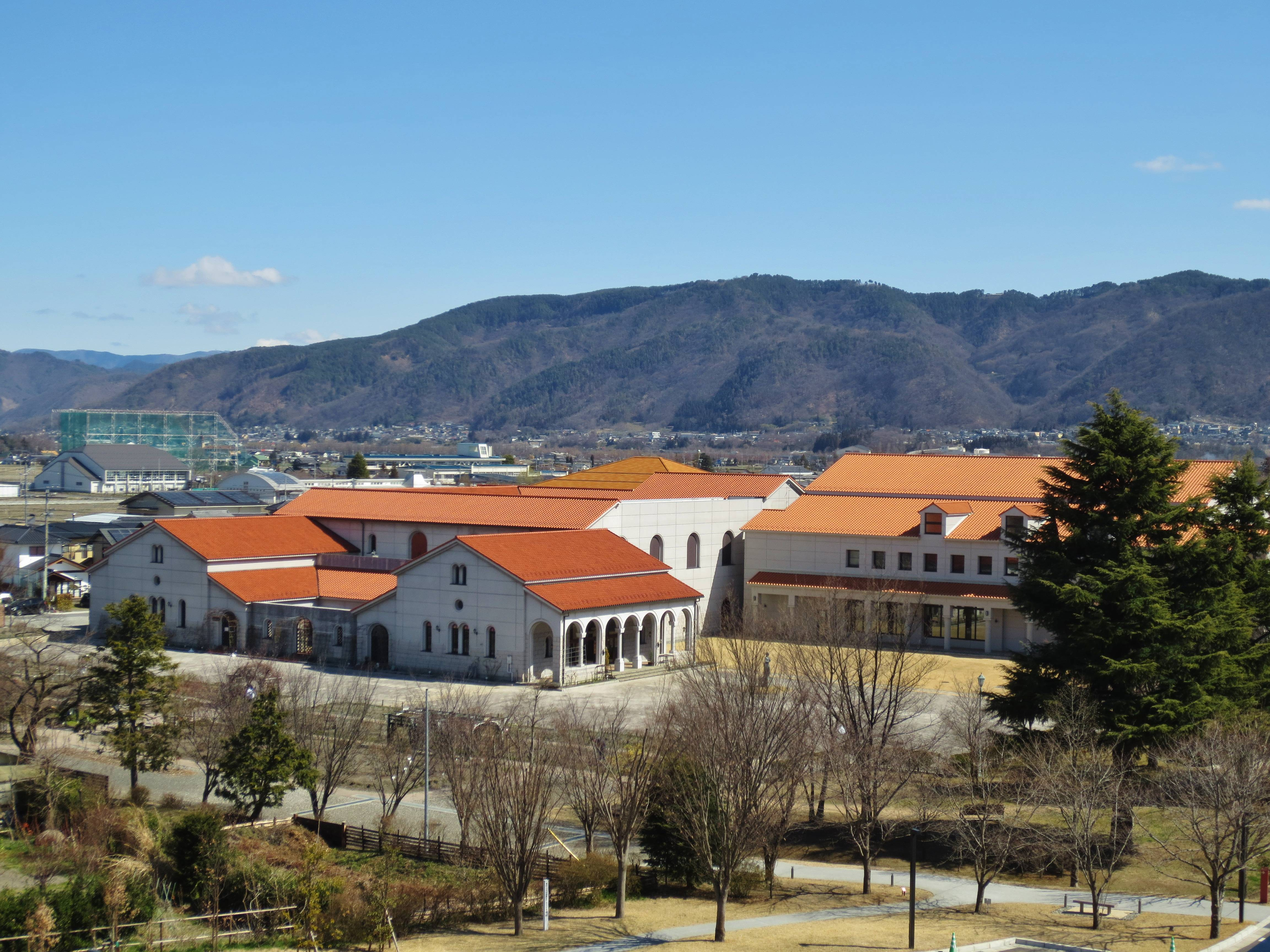
安曇野市豊科近代美術館
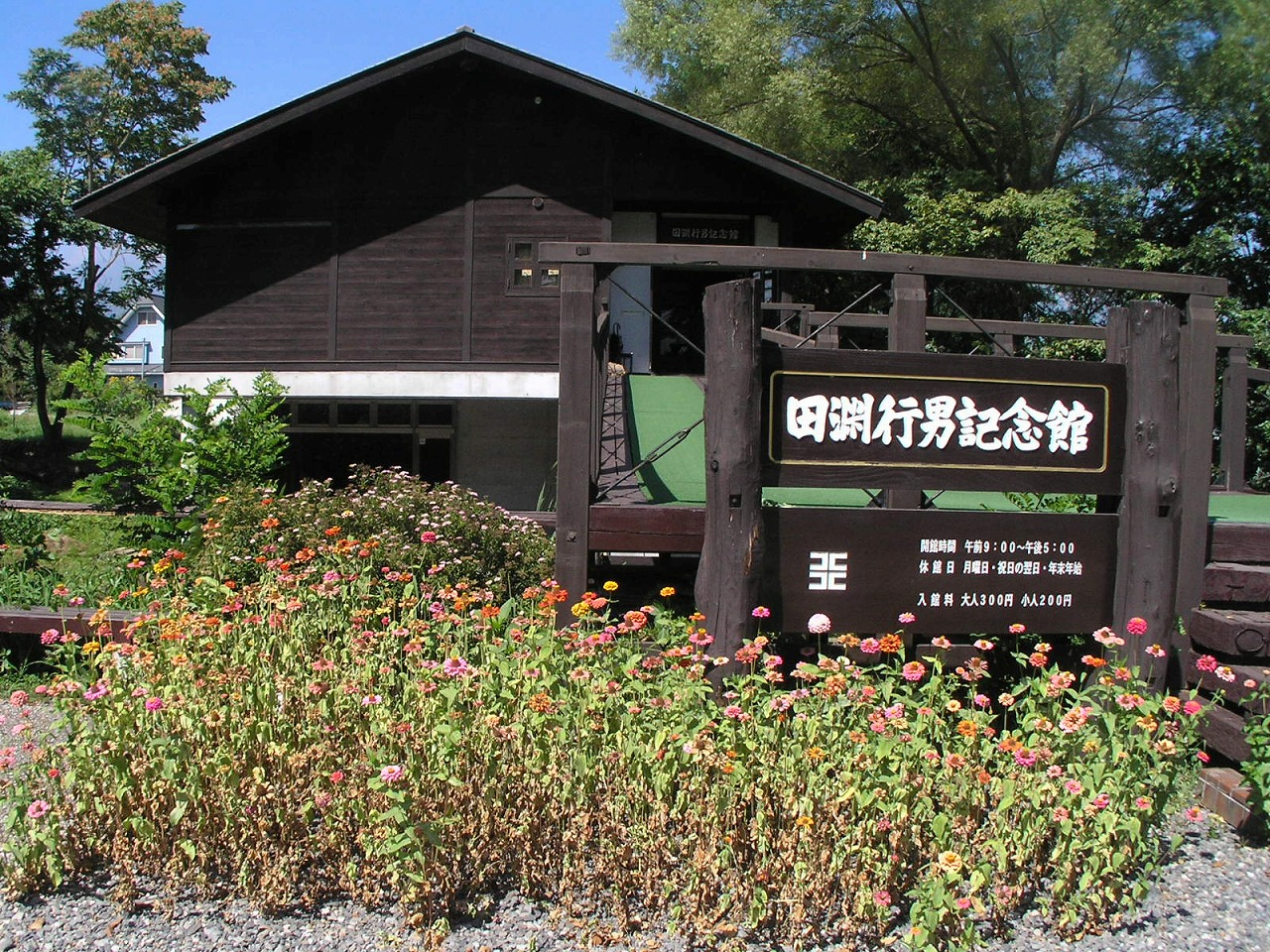
田淵行男記念館
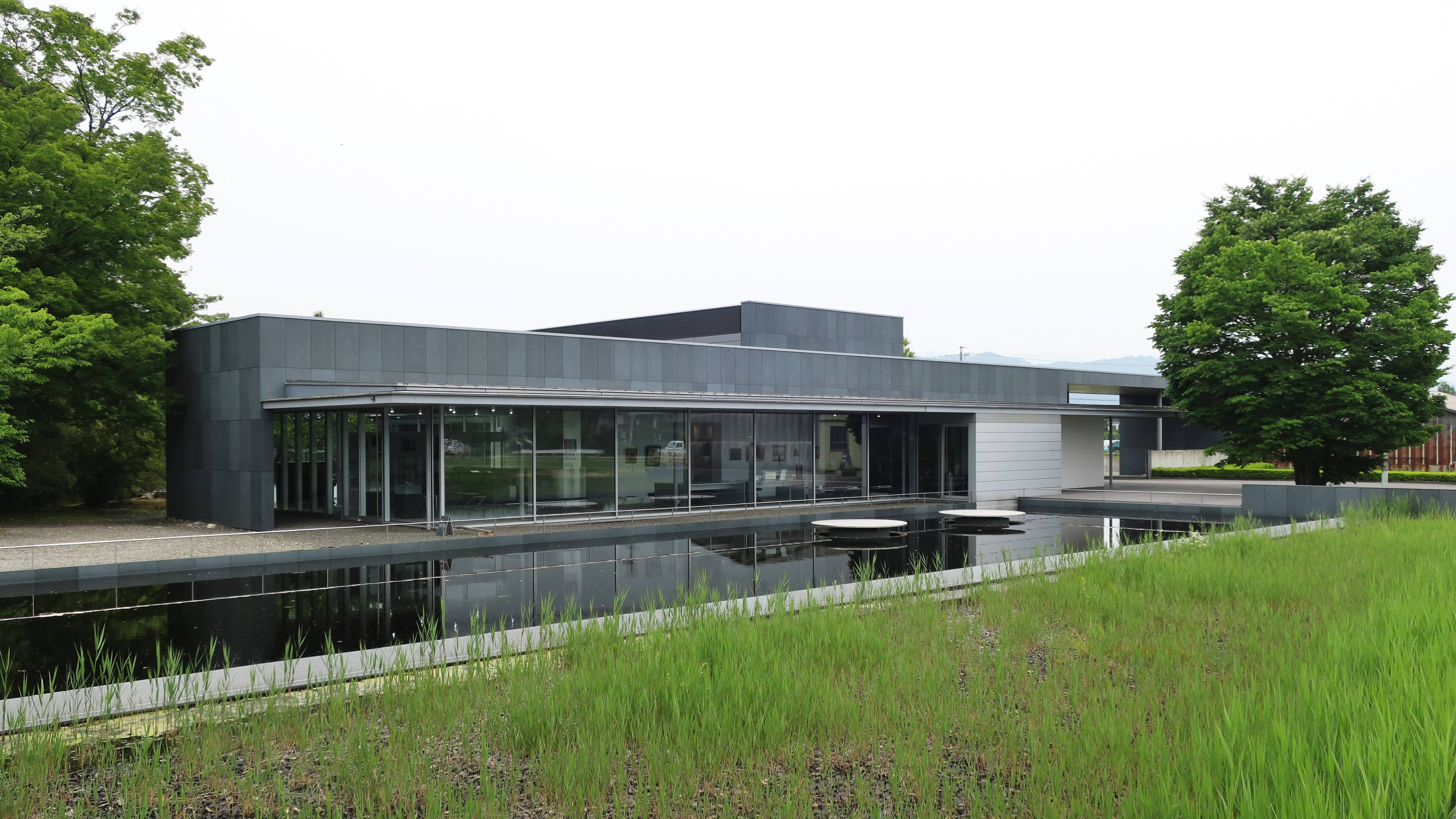
安曇野髙橋節郎記念美術館
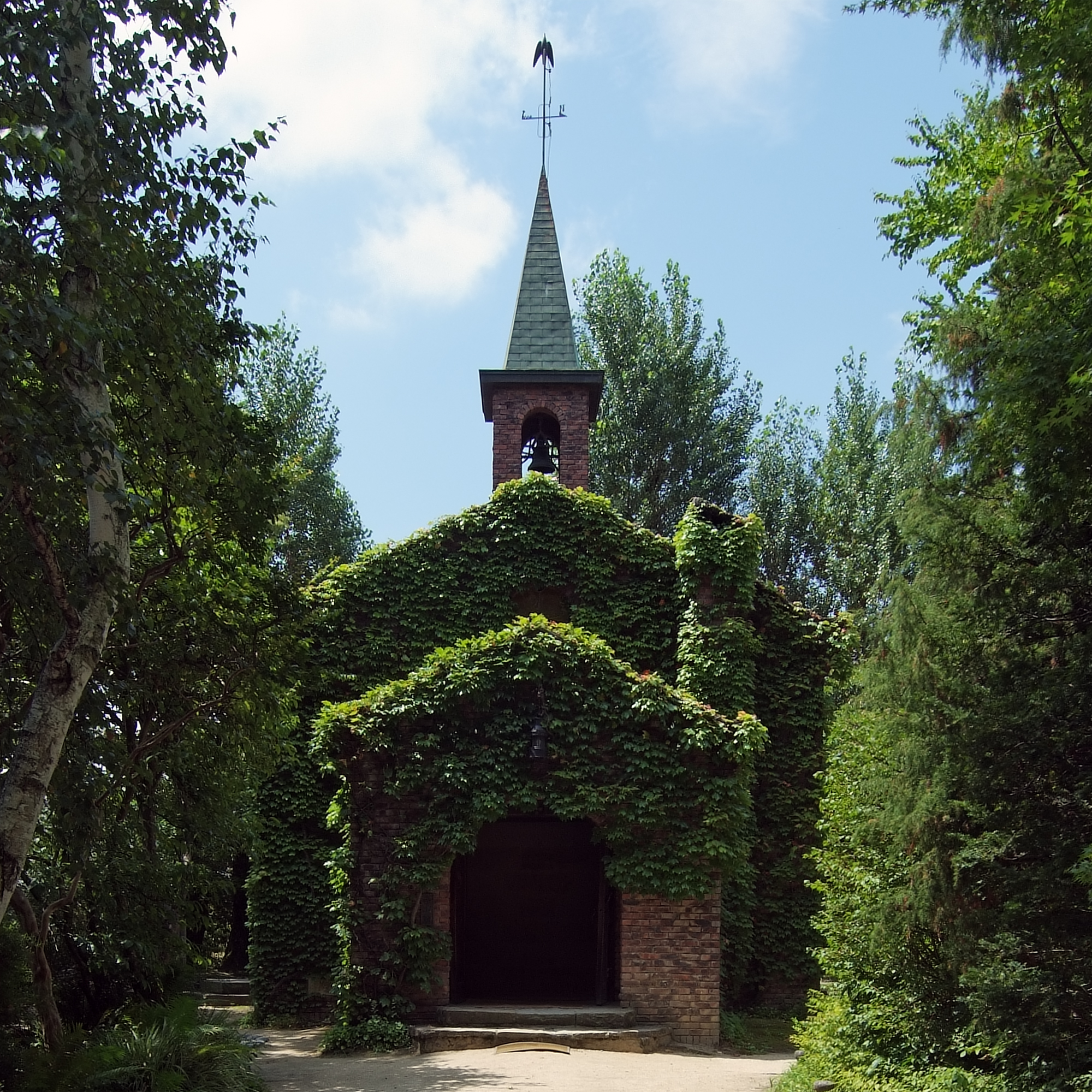
碌山美術館
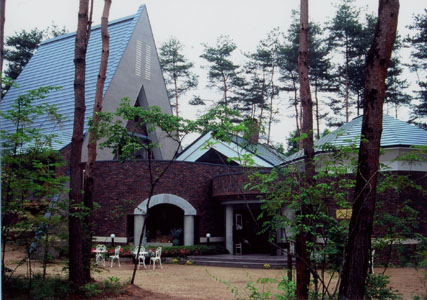
安曇野ジャンセン美術館
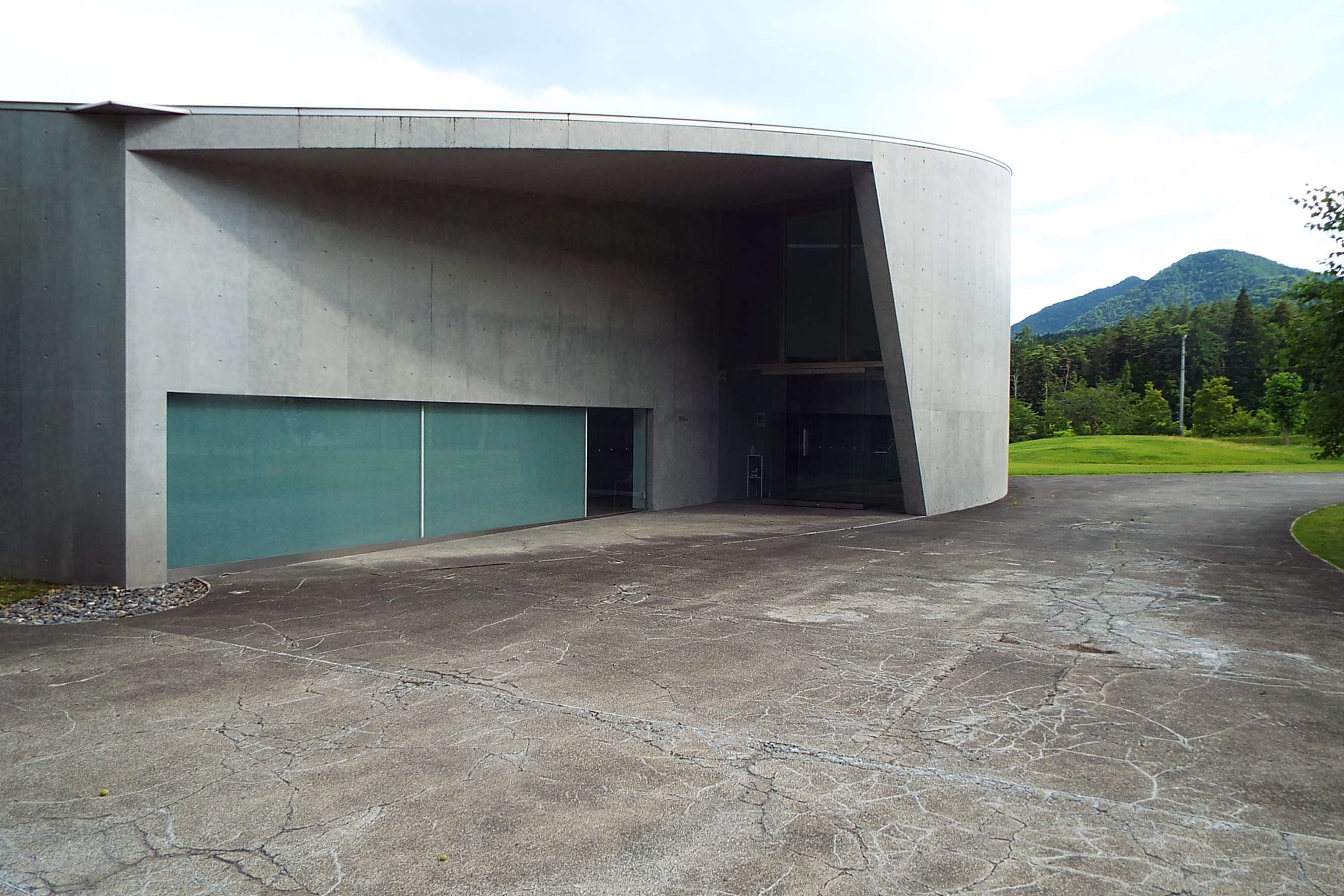
TRIAD IIDA-KAN
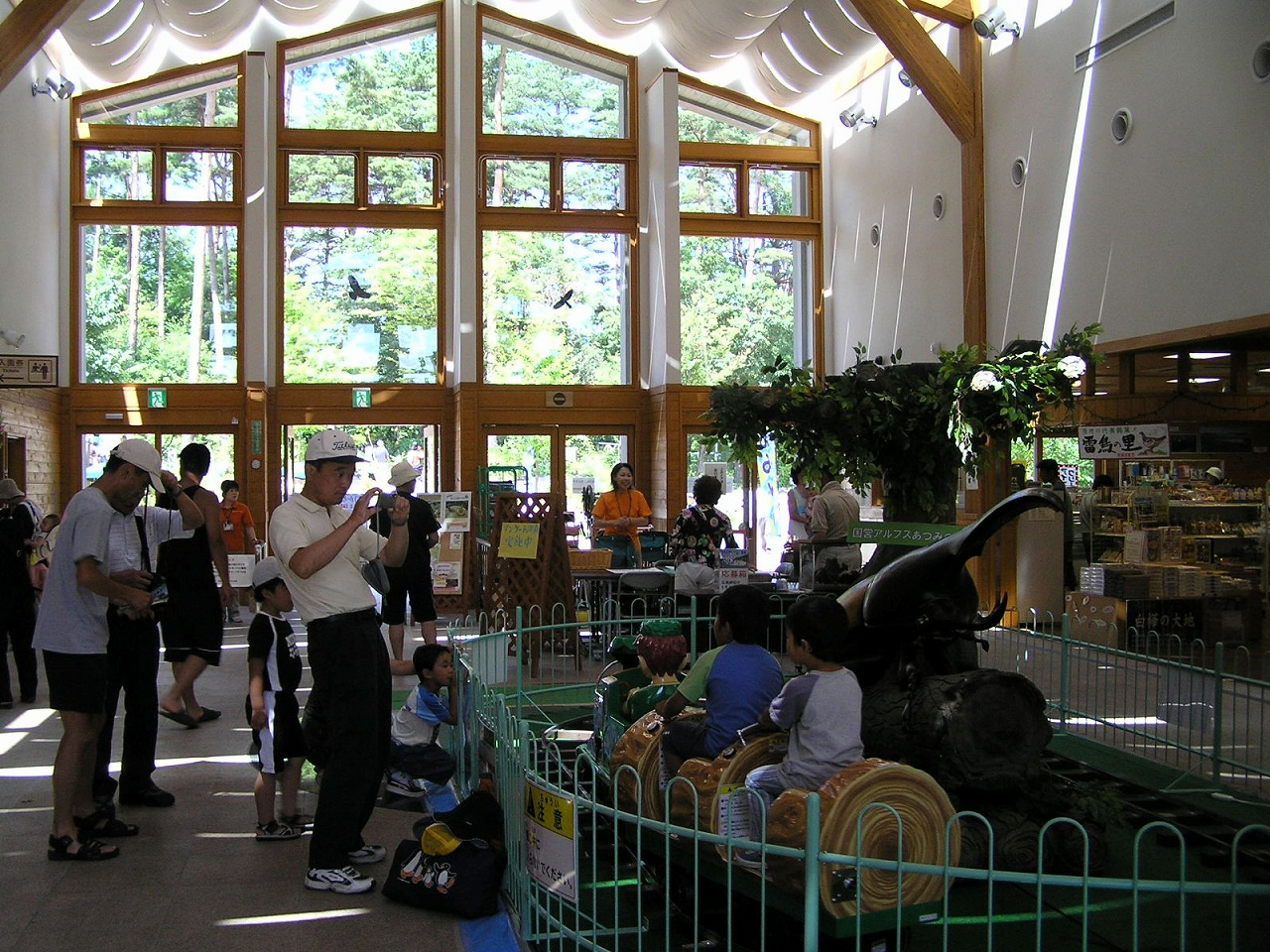
国営アルプスあづみの公園
絵本美術館&コテージ 森のおうち
安曇野ビンサンチ美術館
安曇野山岳美術館
征矢野久 水彩館
北アルプス展望美術館
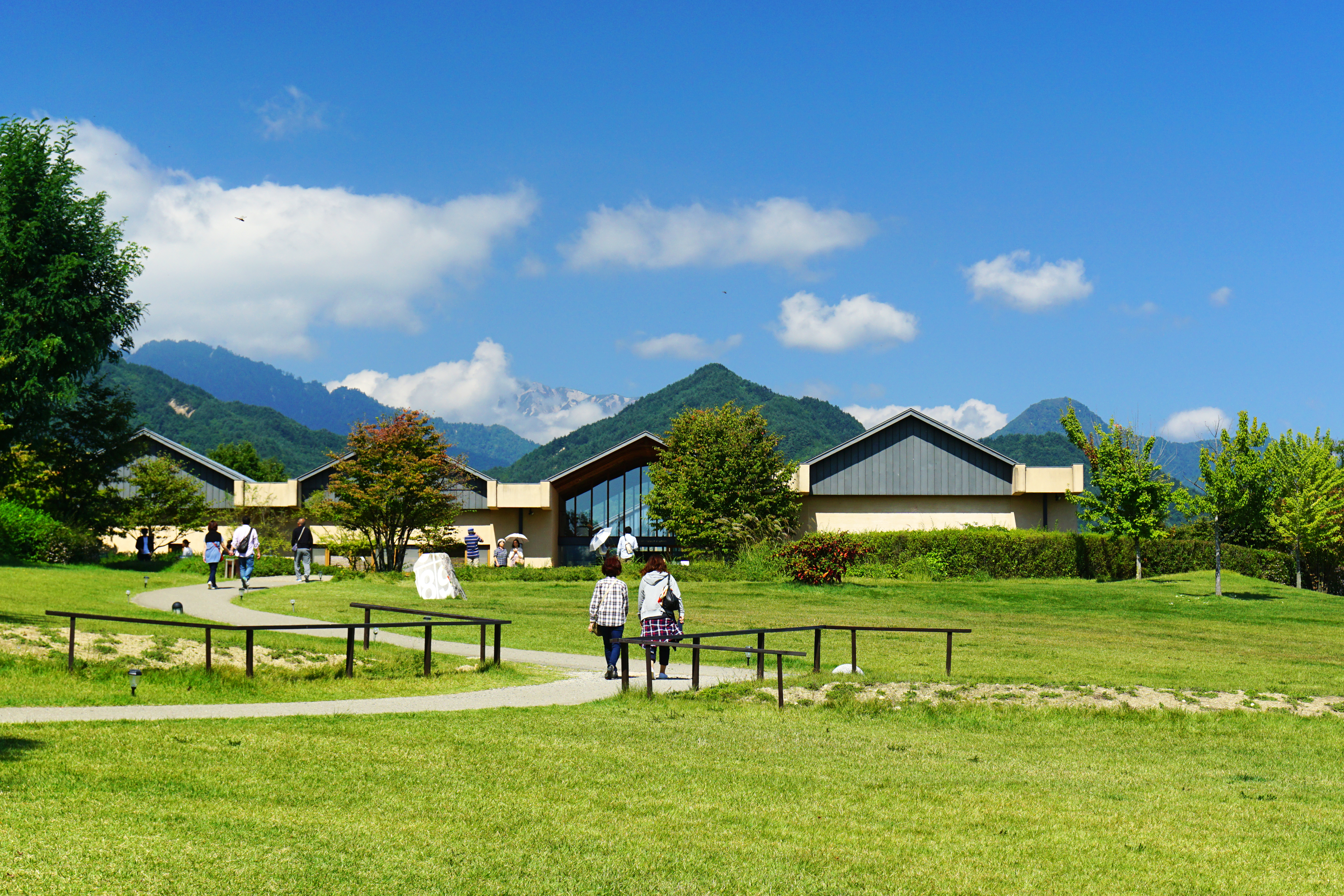
安曇野ちひろ美術館
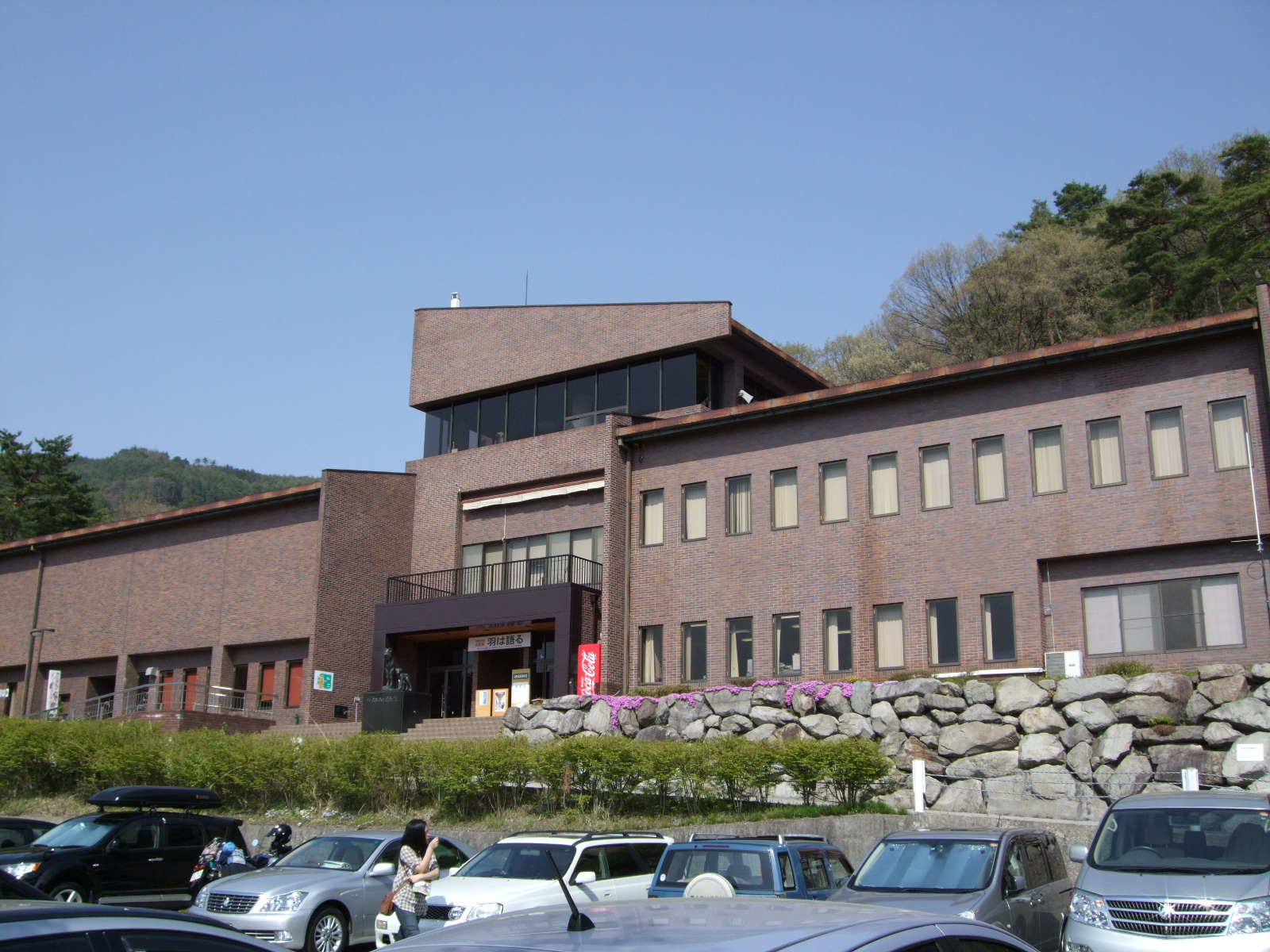
市立大町山岳博物館
西丸震哉記念館
白馬三枝美術館
菊池哲男山岳フォトアートギャラリー

## 過去の加盟施設
- 安曇野市
  - とんぼ玉美術博物館（2012年度末退会）[4]
  - museum cafe BANANA MOON（2017年退会）[5]
  - 安曇野アートヒルズミュージアム（2020年閉館）[6]
- 北安曇郡白馬村
  - 白馬美術館（2019年退会）[7]

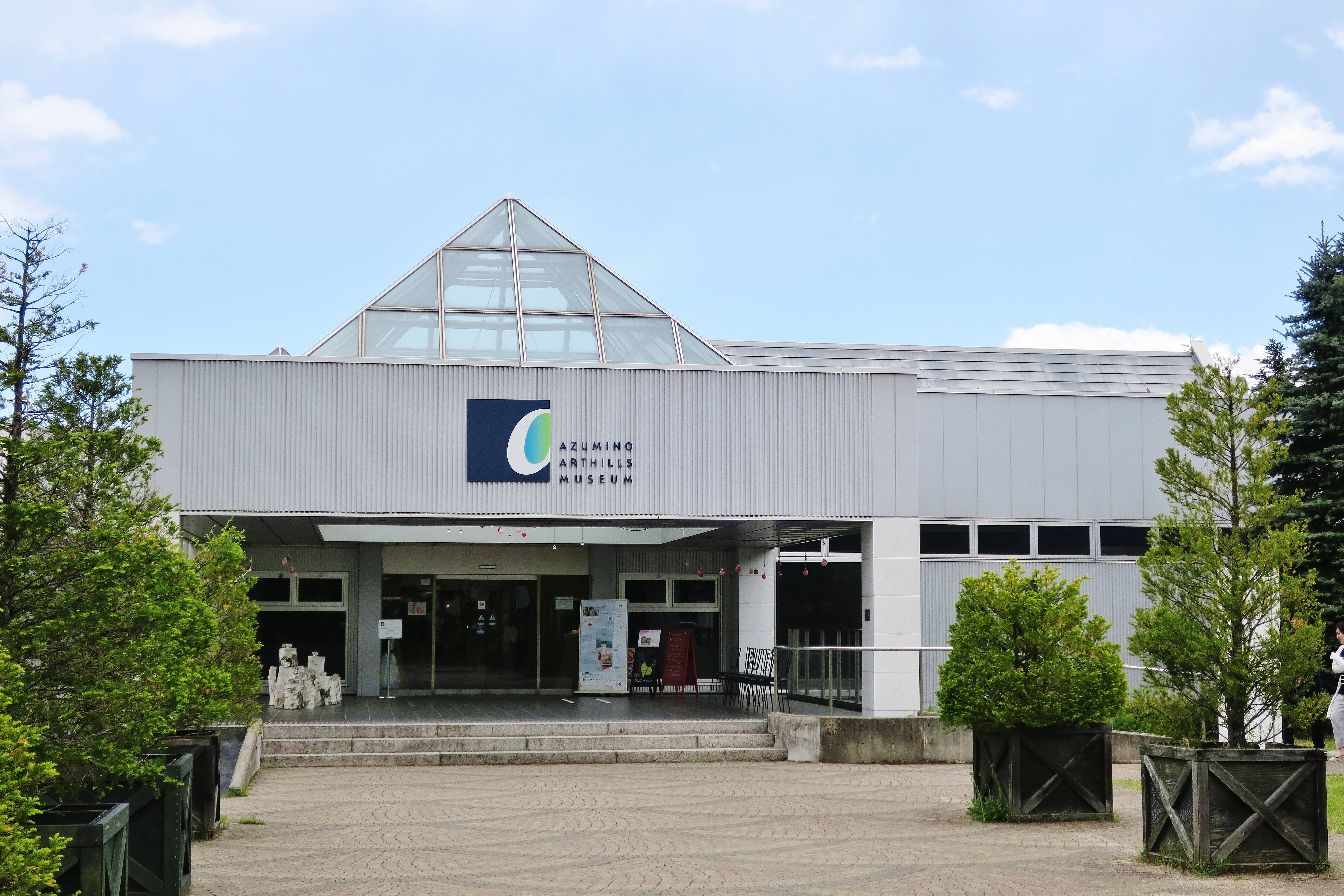
安曇野アートヒルズミュージアム
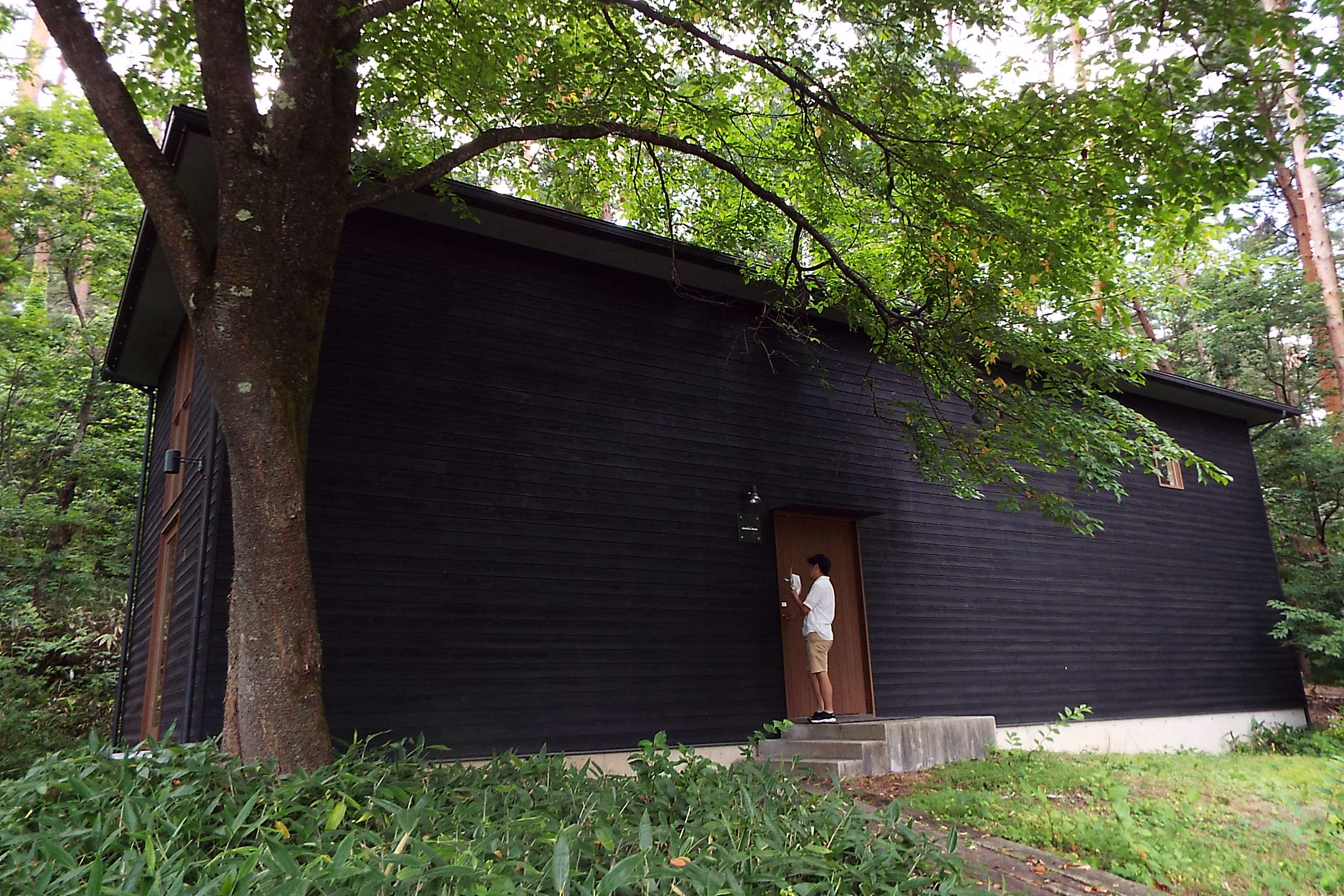
museum cafe BANANA MOON

## 主な通過道路
公式パンフレットによる。
- 長野県道57号安曇野インター堀金線の一部
- 長野県道85号穂高明科線の一部
- 長野県道317号穂高停車場線
- 長野県道308号小岩岳穂高停車場線
- 長野県道25号塩尻鍋割穂高線の一部
- 長野県道306号有明大町線の一部
- 蓮華大橋
- 国道148号の一部
- 長野県道33号白馬美麻線の一部
- 長野県道322号白馬岳線の一部
- 長野県道31号長野大町線の一部
- 長野県道55号大町麻績インター千曲線の一部
- 長野県道51号大町明科線の一部

## これまでの活動
- 安曇野アートラインポスター大賞（公募展）
- 安曇野美術館紀行展（京都・大阪・名古屋）
- 安曇野アートラインシンポジウム（年1回開催）
- 安曇野アートラインサマースクール（毎年夏季開催）
- 安曇野アートライン美術館展（国営アルプスあづみの公園にて毎年冬季開催）
- サマースクール関連特別イベント夜のミュージアム
- 北アルプスの麓 安曇野の美術館・博物館　安曇野アートライン展（銀座NAGANO）
- 安曇野アートラインポスターデザインコンテスト（公募展）

## 関連団体
- 安曇野美術館連絡協議会